# Кости (сериал)
Вижте пояснителната страница за други значения на Кости.
„Кости“ (на английски: Bones) е американски криминален драматично-комедиен телевизионен сериал, чиято премиера е по FOX на 13 септември 2005 г.
Създаден от Харт Хенсън, сериалът е базиран на живота и романите на съдебния антрополог Кати Рикс, която също така е продуцент на сериала. Главната героиня, Темперънс „Кости“ Бренън, е именувана като протагониста в трилърите от поредицата „Темперънс Бренън“ на писателката Кати Райкс. В сериала доктор Бренън пише успешни романи, базирани на измислен съдебен антрополог на име Кати Рикс. „Кости“ е съвместна продукция на „Josephson Entertainment“, „Far Field Productions“ и „20th Century Fox Television“.
На 25 февруари 2016 г. сериалът е подновен за 12-и и последен сезон, на който премиерата е на 3 януари 2017 г. и завършва на 28 март.

## Сюжет
Внимание:  Текстът по-долу разкрива сюжета на произведението (или части от него)!
Сериалът разгръща историята на екип, работещ в измисления криминален отдел в института „Джефърсън“ във Вашингтон, Колумбия. В главната роля влиза доктор Темперънс Бренън, наричана често просто Кости, която е най-добрият съдебен антрополог в САЩ (по нейно твърдение и в света), чиито умения са едни от най-важните в екипа. Нейният партньор е Сийли Буут, който е специален агент във ФБР. Доктор Бренън е лидерът на екипа. Тя и колегите ѝ, единствено чрез изследване на човешки останки на възможни жертви на убийства, трябва да помогнат за решаването на федерални съдебни дела, като всеки един от екипа помага със своята специалност.

## Герои
- Емили Дешанел в ролята на доктор Темперънс „Кости“ Бренън – професионален съдебен антрополог, работещ в института „Джеферсън“. Интересен факт за нея е, че е емпирик. Тя отхвърля твърденията за съществуването на каквито и да било свръхестествени същества, включително и божества, като не е религиозна. Обяснява всяко твърдение с факти и най-обикновени физични и химични промени. Животът ѝ се върти около костите, като също така обича приключенията. Не харесва да показва чувствата си, като създава впечатлението, че е просто безсърдечен работохолик. Проявява черти на синдрома на Аспергер. Харесва екипа и работата си, като помага в изследването на костите. В първите пет сезона започва да изпитва чувства към работния си партньор, агент Буут, които му ги признава в края на шести сезон, заедно с това, че е бременна от него. Тогава те се обвързват. В началото на седми сезон те имат момиче.
- Дейвид Бореанас в ролята на Сийли Буут – специален агент на ФБР. Той е партньорът на доктор Бренън, която му помага в разследванията, където прилага уменията си в идентифицирането на човешки останки. Помага на Темперънс да общува по-лесно с околните, като превежда думите ѝ на обикновения жаргон. Буут дава на партньорката си псевдонима „Кости“, който тя първоначално не харесва, но след това се съгласява да я наричат така. Той е бивш снайперист от специалните военни сили на САЩ. Освен с професионалните си умения, той може да чете по поведението на хората и по начина как се изразяват те, като умело използва и обратна психология. Има син, който се казва Паркър и е от предишна връзка, и брат Джеърд. В началото на седми сезон той има и дъщеря от Темперънс.
- Михаела Конлин в ролята на Анджела Монтенегро – съдебномедицински художник, работещ в института „Джефърсън“ и най-добрият приятел на доктор Бренън. Тя помага на екипа с уменията си да реконструира лицето на жертвата, като така помага за идентификацията ѝ. Понякога реконструира и оръжието на убийството. С помощта на огромна база данни в свои собствени програми („Анджелатор“, по-късно „Анджелатрон“) тя може да определи мястото на убийството, извършителя му, да симулира различни виртуални сценарии на убийството и още много други важни компоненти от разследването. Тя е добра и грижовна. Бащата на Анджела е Били Гибънс, китарист в „ЗиЗи Топ“, който в сериала игра себе си.[5] В пети сезон тя се жени за Джак Ходжинс, като ражда негов син в шести сезон.
- Т. Дж. Тайн в ролята на доктор Джак Ходжинс – ентомолог, който е и експерт по спори и минерали, но чието хоби са конспиративните теории. Той помага на Зак да научи как да бъде социално нормален. Обича да изнервя екипа си със своето научно изразяване – прави така, че никой не може да го разбере, освен друг ентомолог. Доктор Ходжинс е един от най-добрите приятели на стажантите в отдела, като често заедно с тях прави експерименти и след това си пати. Семейството му е изключително богато и са основни спонсори на „Джефърсън“, но Ходжинс желае това да остане скрито, защото той не иска да да го мислят за по-добър (в крайна сметка родителите му се появяват по време на разследване, но въпреки това никой не си повлиява значително отношенията с него). В пети сезон той се омъжва за Анджела Монтенегро, която ражда сина им в шести сезон.
- Ерик Милигън в ролята на доктор Зак Ади (първи-трети сезон; гост звезда в четвърти-пети сезон) – в началото на серила е студент на доктор Бренън и асистент в „Джефърсън“. Във втори сезон той получава доктората си в Съдебната антропология и Машиностроенето, като става професионален съдебен антрополог. Макар добронамерен, услужлив и приятелски настроен, когато ситуация изисква социално решение или просто интуиция той не може да се справи. Също така е и най-добрият приятел на доктор Ходжинс, като живее в горната част на гаража му. Зак е отстранен от екипа на доктор Бренън във финала на третия сезон. Той бива разкрит, че е убиец и е помощник на друг сериен убиец. По-късно се разбира, че не е точно луд, както по-рано е определен. Зак създава своя диагноза, като се определя като невменяем и отива в психиатрична клиника, вместо в затвор. Зак е известен и като „Закарони“ и „З-мен“. В последния епизод на трети сезон се разкрива, че доктор Сароян е дала на него трофея „Кралят на лабораторията“.
- Джонатан Адамс в ролята на доктор Даниел Гуудман (първи сезон) – бивш археолог, който е директор на института „Джефърсън“. Той е любящ съпруг и баща на пет-годишни близначки. Неговият начин на работа кара доктор Ходжинс да го мисли за субективен, дълго многословен и за липсващ на качества на учен, въпреки че антагонизмът между двата прераства в приятелско съперничество. Той не е направил никакви изяви след края на първия сезон. В 23 епизод за него се казва, че е в отпуск.
- Тамара Тейлър в ролята на доктор Камил Сароян (втори-девети сезон) – последователят на доктор Гуудман като ръководител на измисления криминален отдел в института „Джефърсън“. Тя е патолог и е родена в Бронкс, като е била следовател в Ню Йорк. Първоначално тя и доктор Бренън имат лоши професионални отношения. Доктор Сароян е имала връзка с Буут преди постъпването ѝ в института „Джефърсън“ и след това още една кратка, след постъпването ѝ. Приема и добрите, и лошите новини с усмивка, като обича екипа и работата си. Често е жертва на експериментите на доктор Ходжинс. От четвърти сезон тя има осиновена дъщеря на име Мишел, защото доктор Сароян е имала връзка с мъртвия баща на новата си тийнейджърка.
- Джон Франсис Дейли в ролята на доктор Ланс Суитс (трети-девети сезон) – психолог, назначен от Буут и Бренън, след като Буут арестува баща ѝ. Работи като психолог за ФБР и като психоаналитик за екипа в „Джефърсън“. Той замества доктор Гордън Уаят, който първоначално е психологът на ФБР, но след това се пенсионира, за да преследва кариерата си като готвач. Според колегите и приятелите си той притежава силна „психо магия“. Доктор Суитс първоначално е малтретиран от биологичните си родители, но след това е осиновен от други. Те са грижовни и добри с него, но умират в годината, преди да се присъедини към ФБР и „Джефърсън“.

## „Кости“ в България
Сериалът започва премиерно излъчване в България на 28 декември 2009 г. по bTV Cinema с разписание всеки делник от 22:00.
На 7 септември 2010 г. започва излъчване по PRO.BG всеки делник от 19:00. От 11 април 2011 г. до 30 май се излъчват повторения на първи и втори сезон вече по bTV Action. На 15 ноември започват отново повторения на втори сезон. На 17 февруари 2013 г. започва микс от втори, трети и четвърти сезон. На 27 март от 20:00 се излъчва първият епизод от пети сезон, като останалата част от сезона започва излъчване на 3 април. На 20 май започва повторение на пети сезон, а от 24 май започва премиерно шести сезон с разписание всеки делник от 20:00. На 2 януари 2014 г. започва премиерното излъчване на седми сезон с разписание всеки делник от 19:00 и с повторение в 01:00, като приключва на 22 януари. На 8 юни 2015 г. започва отново седми сезон с разписание всеки делник от 20:00. На 13 януари 2016 г. премиерно започва излъчването на девети сезон, всеки делничен ден от 19:00. На 4 август 2016 г. започва премиерно десети сезон, всеки делник от 20:00. На 7 декември 2017 г. започва премиерно единайсети сезон, всеки делник от 19:00. На 21 декември 2018 г. започва премиерно дванайсети сезон, всеки делник от 20:00.
На 15 юни 2011 г. започва премиерно излъчване на четвърти сезон по bTV с разписание от вторник до събота от 00:00. От 15 март 2013 г. до 4 април се излъчват повторения на трети сезон, а от 5 април започват повторения на четвърти сезон. На 2 януари 2014 г. започват повторения на пети сезон с разписание от вторник до събота в 00:00, а веднага след това започва шести. От 19 март до 4 април 2015 г. се излъчва премиерно за канала седми сезон с разписание от вторник до събота от 00:00. От 7 април до 1 май се излъчва премиерно осми сезон, с разписание от вторник до събота от 00:00.
Повторения на сериала се излъчват по FOX и Fox Crime.
В първите няколко сезона дублажът е на студио Триада. Ролите се озвучават от артистите Таня Михайлова, която от трети до пети сезон е заместена от Мариана Лечева, Илиана Балийска от първи до трети сезон, Даниела Горанова от четвърти, Сава Пиперов, Димо Димов в първи и втори сезон, Петър Бонев от трети до осми, Иван Велчев от девети до дванайсети и Христо Бонин.